# Václav Slavíček
Václav Slavíček (10. října 1907 Jiřice – 15. září 1981 Havlíčkova Borová) byl český římskokatolický duchovní královéhradecké diecéze. V roce 1950 byl zatažen do vyšetřování tzv. Číhošťského zázraku, což byla událost, která zásadním způsobem ovlivnila celý zbytek jeho života. Patří vedle Josefa Toufara k dalším obětem komunistického pronásledování katolické církve v souvislosti s číhošťskými událostmi, na rozdíl od Toufara však není příliš znám.

## Život
Narodil se v Jiřicích u Zruče nad Sázavou do rodiny rolníka Josefa Slavíčka a jeho manželky Petronily, roz. Edrové, jako v pořadí deváté z celkem jedenácti dětí (z toho dva starší sourozenci zemřeli oba v kojeneckém věku ještě před Václavovým narozením).
V červnu 1934 byl vysvěcen na kněze, byl knězem královéhradecké diecéze a před rokem 1950 působil jako děkan v Ledči nad Sázavou. 
V prosinci 1949 se naň obrátil s prosbou o radu jeho vrstevník, s nímž udržoval přátelské kontakty, číhošťský administrátor, R.D. Josef Toufar. V Číhošti krátce předtím došlo k záhadným událostem (známým později jako Číhošťský zázrak), s jejichž interpretací si Toufar sám nevěděl rady. Děkan Slavíček mu poskytl rady ohledně dalšího postupu. Když byl zanedlouho Toufar unesen z číhošťské fary a obviněn z inscenace zázraku, byl téměř současně s ním zatčen i Václav Slavíček. Ten se spolu s Toufarem dostal do vyšetřovací vazby ve Valdicích, kde byli následně oba mučeni a vyslýcháni skupinou vyšetřovatelů pod vedením Ladislava Máchy. 
Zatímco Toufar Máchovy sadistické metody nevydržel a zemřel na následky mučení, Václav Slavíček mučení přežil (zřejmě i díky tomu, že na něj uplatněné "metody" byly přece jen poněkud jiné než ty, kterými byl utýrán Toufar). Slavíčkovi byla ve vazbě podávána psychofarmaka a drogy, které vážně poškodily jeho nervovou soustavu. Ve vězení propadal záchvatům agrese, při kterých řval a demoloval zařízení své cely. Nakonec byl v roce 1951 z vazby propuštěn, aniž by vůči němu bylo vzneseno obvinění. 
Byl odvezen zpět na ledečské děkanství, záhy se však zhroutil a musel být převezen na psychiatrii do Havlíčkova Brodu. Po téměř dvouletém léčení byl propuštěn a záhy mu byl umožněn i návrat do duchovní správy. Byl jmenován farářem na venkovské farnosti v Havlíčkově Borové, kde následně působil do konce svého života. Z následků pobytu ve vyšetřovací vazbě se nicméně již nikdy zcela nevzpamatoval. 
Zemřel 15. září 1981 a byl pohřben do kněžské hrobky na borovském hřbitově.